# 히가시사노역
히가시사노역(일본어: 東佐野駅, ひがしさのえき 히가시사노에키[*])은 일본 오사카부 이즈미사노시에 위치한 서일본 여객철도의 역이다.

## 역 구조
상대식 승강장으로 2면 2선의 지상역이다. 역사는 하행선 승강장에 있으며 상행선 승강장과는 과선교로 연결되어 있다. 서일본 여객철도 교통 서비스의 위탁 영업을 받는 역으로서는 최남단에 위치해 있으며 구마토리역부터는 직영역 또는 또 다른 계열사인 서일본 여객철도 메인테크의 위탁 영업역이다.
이코카 및 제휴 교통카드의 사용이 가능하다.

### 승강장
| 1 | ■ 한와 선 | 구마토리 · 간사이 공항 · 와카야마 방면 |
| 2 | ■ 한와 선 | 오토리 · 덴노지 · 오사카 방면          |

## 역사
- 1939년 1월 6일: 한와 전기 철도 이즈미하시모토 ~ 구마토리 간에 이즈미가오카 역으로서 개업하였다.
- 1940년 12월 1일: 회사 간 인수 합병에 따라 난카이 전기 철도 야마노테 선의 소속이 되었다.
- 1944년 5월 1일: 국유화에 따라 일본국유철도의 소속이 되었으며 동시에 히가시사노 역으로 개칭되었다.
- 1987년 4월 1일: 민영화에 따라 서일본 여객철도의 소속이 되었다.
- 2003년 11월 1일: 이코카의 사용이 개시되었다.

## 인접정차역
| 서일본 여객철도 한와 선    | 서일본 여객철도 한와 선 | 서일본 여객철도 한와 선 |
| -------------------------- | ----------------------- | ----------------------- |
| 이즈미하시모토 덴노지 방면 | ■ 한와 선 보통          | 구마토리 와카야마 방면  |